# 香港中文大學（深圳）醫院
香港中文大學（深圳）醫院（英語：Medical Centre of The Chinese University of Hong Kong, Shenzhen）是由深圳市人民政府全額投資、香港中文大學（深圳）直屬管理的大型綜合性公立醫院，前身為「深圳市吉華醫院」。該院於2019年12月動工改建，原計劃2026年底竣工，但最新整體工程將延至2026年底交付，並於2027年全面開業。作為粵港澳大灣區重點醫療項目，醫院總投資額由早期報導的35億元人民幣調整至51億元，佔地9.21萬平方米，總建築面積59萬平方米，規劃床位3000張，建成後將成為深圳市「十四五」期間規模最大的公立醫院項目。
醫院採用「港式管理」模式，定位為三級甲等綜合醫院，重點發展急危重症和創傷醫學、心血管疾病、神經疾病、腫瘤及器官移植等專科，並設有直升機坪等高端急救設施。其運營模式借鑑香港大學深圳醫院經驗，但作為香港中文大學（深圳）醫學院的核心臨床教學基地，更強調醫教研融合，目標是打造具國際影響力的區域醫療中心。醫院選址深圳市龍崗區坂田街道吉華路南側，橫跨吉華與坂田兩個行政區
，未來將服務龍崗區及周邊居民。